# 웨스턴일리노이 대학교

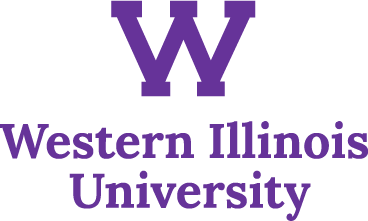

웨스턴일리노이 대학교(Western Illinois University)는 미국 일리노이주 머콤에 있는 4년제 랜드그랜트 대학교이다. 1899년에 첫 개교되었다.